# Marginella cloveri
Marginella cloveri is een slakkensoort uit de familie van de Marginellidae. De wetenschappelijke naam van de soort is voor het eerst geldig gepubliceerd in 1972 door Rios & Matthews.